# Semilla de girasol

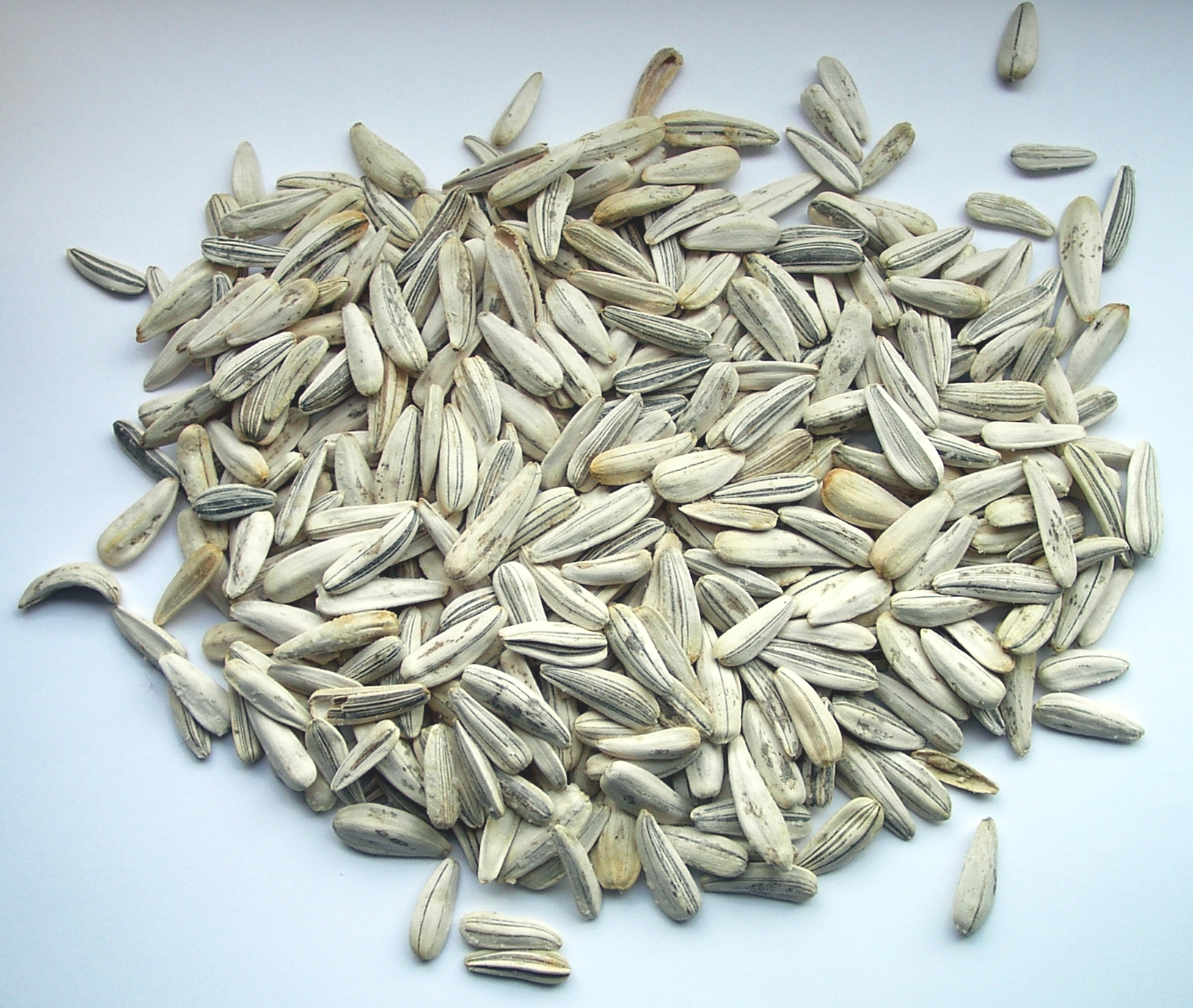
Pipas de girasol tostadas y saladas.

Las pipas, pepitas de girasol, semillas de girasol o maravillas, son semillas comestibles de la planta llamada comúnmente girasol (Helianthus annuus). Usualmente, se vende el fruto completo o sin la cáscara, consumiéndose el interior como aperitivo, y desechando la cáscara  (pericarpio). Existen distintas variedades de pipas, dependiendo de la variedad de girasol; además de emplearse en alimentación humana, algunas de ellas se emplean en alimentación animal, especialmente de aves, en cuyo caso no se salan.

## Historia

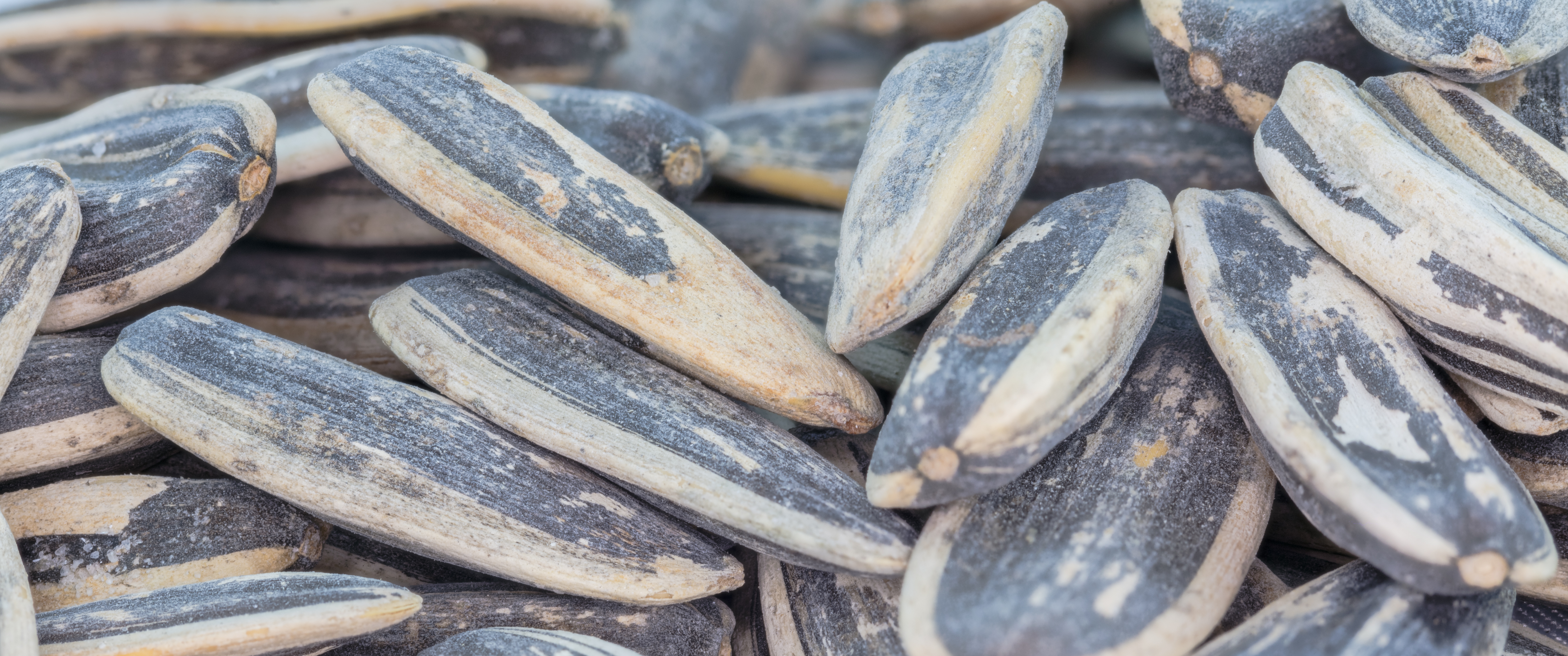
Pipas de girasol saladas con cáscara.

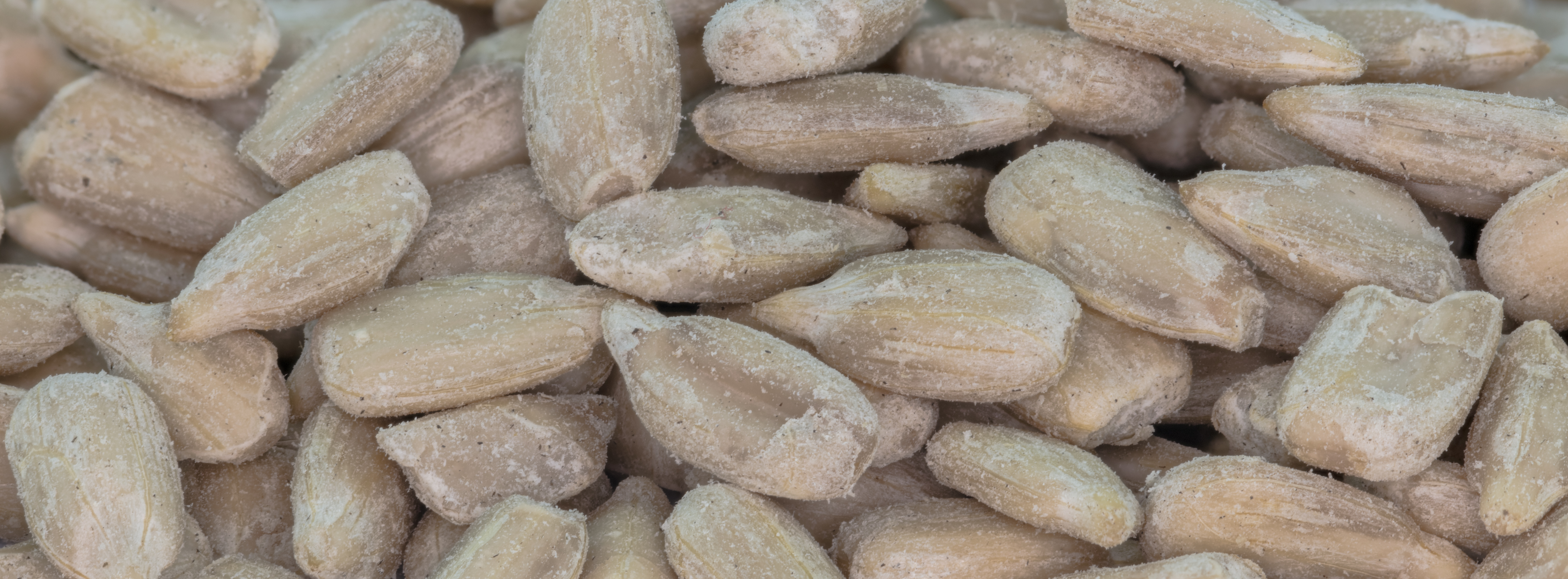
Pipas de girasol peladas.

En origen, el girasol silvestre procede de Norteamérica y Centroamérica, aunque la comercialización de la planta sucedió por vez primera en Rusia. No obstante, los nativos americanos emplearon diferentes cultivares, cuya producción de pipas era diversa: las había de color miel y de color blanco, aunque la variedad más conocida era y es la pipa con rayas blancas y negras.
Los nativos de América empleaban las pipas de diversa forma: podían moler la semilla y utilizarla para hacer tortas en forma de pan, aunque en ocasiones mezclaban las semillas con calabaza o maíz. Es muy probable que incluso fabricaran un aceite que utilizaban en la elaboración del pan. Otros usos ajenos a la alimentación eran: como colorante, tiñendo ropas o el propio cuerpo, con función decorativa; y como aceite, empleado en la piel y el cabello. Había ceremonias donde tanto la semilla de girasol como la propia planta eran un elemento utilizado.

## Valor nutritivo
Las pipas de girasol son un alimento hipergraso, muy rico en minerales y con algunas vitaminas. Contienen, por cada 100 g de producto, 49,57 g de lípidos, 8,76 g de glúcidos y 22,78 g de proteínas. Tienen un porcentaje de materia seca de 92,53%, de extracto etéreo de 32,65%, de fibra cruda de 26,61%, de cenizas de 3,72% y de extracto libre de nitrógeno de 16,08%. Su valor energético por cada 100 g es de 570 kcal o 2.390 kJ. En cuanto a su composición en vitaminas y minerales (por cada 100 g de producto) destacan, por su alto contenido, el fósforo, con 1 155 mg; el magnesio, con 129 mg; y la vitamina E, con 26,1 mg.
El consumo con demasiada sal complica la apropiada absorción de sus nutrientes

## Comercialización

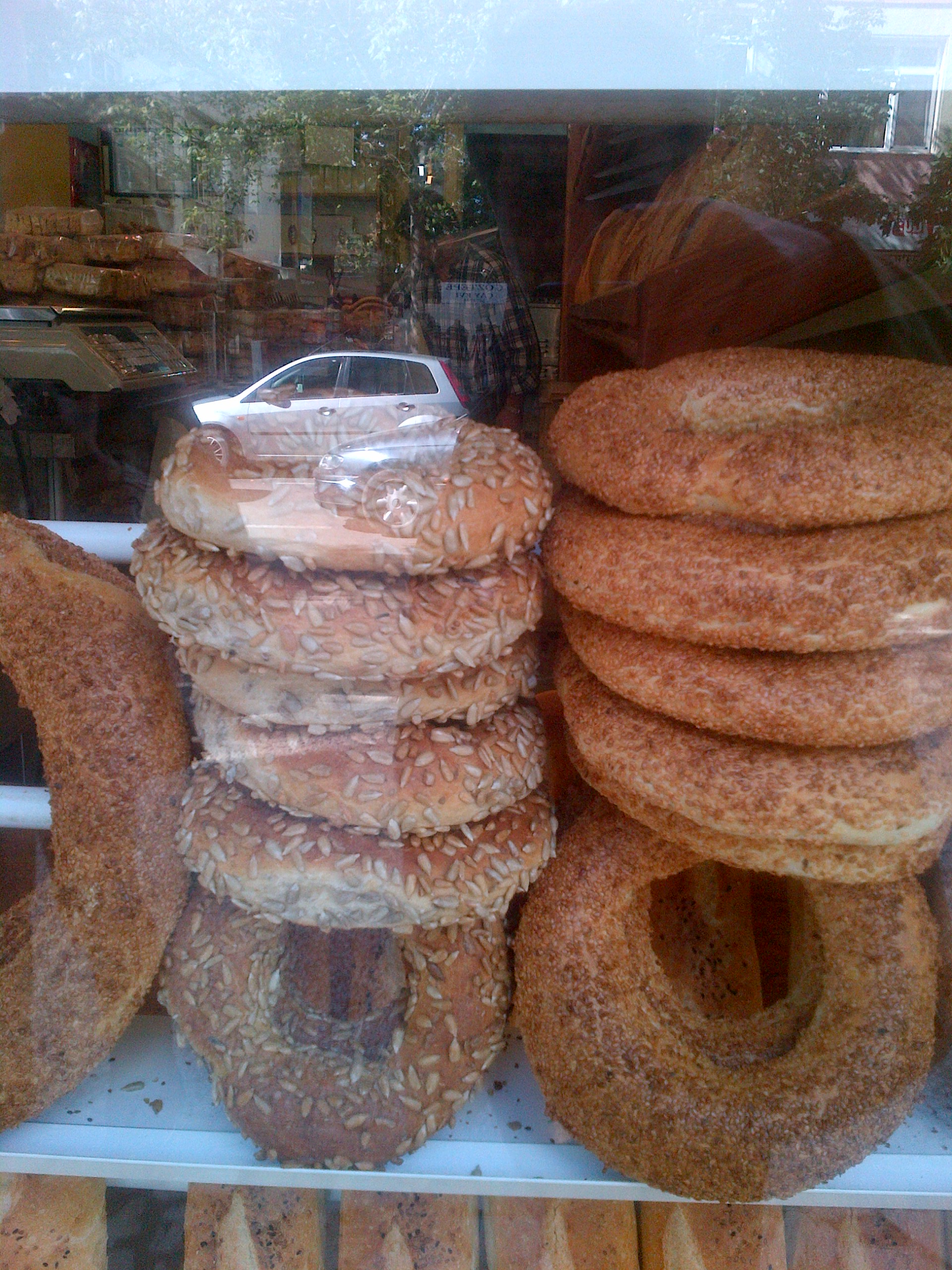
Un "simit" hecho con semillas de maravilla en vez de las tradicionales semillas de sésamo.

Son comercializadas tostadas con sal o sin ella. También es posible encontrarlas sin la cáscara, recibiendo entonces el nombre de “pipas peladas”.

## Países productores
| Principales productores de semilla de girasol (2020) (toneladas) | Principales productores de semilla de girasol (2020) (toneladas) |
| ---------------------------------------------------------------- | ---------------------------------------------------------------- |
| Ucrania                                                          | 16.600                                                           |
| Rusia                                                            | 14.500                                                           |
| Unión Europea                                                    | 10.000                                                           |
| Argentina                                                        | 3.400                                                            |
| China                                                            | 2.900                                                            |
| Turquía                                                          | 1.800                                                            |

Fuente